# Bactrocera binoyi
Bactrocera binoyi
 es una especie de díptero que Drew y Raghu describieron por primera vez en 2002. Bactrocera binoyi pertenece al género Bactrocera de la familia Tephritidae. Esta especie como plaga agrícola ha sido atacada por los agricultores en Kerala.